# Şanlıurfa Spor Kulübü
Il Şanlıurfa Spor Kulübü, noto più semplicemente come Şanlıurfaspor, è una società calcistica di Şanlıurfa, città della Turchia. Milita nella TFF 1. Lig, la seconda serie del campionato turco di calcio. 
Fondato nel 1969, il club gioca le partite in casa allo stadio Sanliurfa. I colori sociali sono il giallo e il verde.

## Rosa 2023-2024
Aggiornata al 15 settembre 2023.
| N. |                         | Ruolo | Calciatore          |
| -- | ----------------------- | ----- | ------------------- |
| 1  | Kirghizistan (bandiera) | P     | Eržan Tokotaev      |
| 3  | Portogallo (bandiera)   | D     | Diogo Coelho        |
| 4  | Gabon (bandiera)        | D     | Urie-Michel Mboula  |
| 5  | Francia (bandiera)      | D     | Pape-Alioune Ndiaye |
| 6  | Turchia (bandiera)      | C     | Adem Eren Kabak     |
| 7  | Turchia (bandiera)      | C     | Abdullah Aydın      |
| 8  | Turchia (bandiera)      | C     | Cumali Bişi         |
| 9  | Turchia (bandiera)      | A     | Muhammet Arslantaş  |
| 10 | Lussemburgo (bandiera)  | C     | Olivier Thill       |
| 11 | Azerbaigian (bandiera)  | A     | Baris Ekincier      |
| 17 | Turchia (bandiera)      | A     | Cenk Şahin          |
| 20 | Turchia (bandiera)      | C     | Hüseyin Erkan       |
| 21 | Turchia (bandiera)      | D     | Seyit Gazanfer      |
| 23 | Bulgaria (bandiera)     | C     | Baran Aksaka        |
| 27 | Turchia (bandiera)      | D     | Mehmet Yiğit        |

| N. |                         | Ruolo | Calciatore          |
| -- | ----------------------- | ----- | ------------------- |
| 35 | Australia (bandiera)    | A     | Al Hassan Toure     |
| 45 | Turchia (bandiera)      | P     | Aydın Bağ           |
| 47 | Uganda (bandiera)       | A     | Rogers Mato         |
| 52 | Turchia (bandiera)      | D     | Hüsamettin Tut      |
| 61 | Turchia (bandiera)      | D     | Semih Karadeniz     |
| 63 | Turchia (bandiera)      | D     | Cebrail İrtürk      |
| 66 | Burkina Faso (bandiera) | C     | Jospin Nshimirimana |
| 74 | Turchia (bandiera)      | A     | Mert Çapar          |
| 93 | Turchia (bandiera)      | D     | Barış Gök           |
| 96 | Turchia (bandiera)      | P     | Emre Yar            |
|    | Turchia (bandiera)      | P     | Sinan İzol          |
|    | Turchia (bandiera)      | C     | Civan Canbeyli      |
|    | Turchia (bandiera)      | C     | Ferhat Özgür Çiçek  |
|    | Turchia (bandiera)      | A     | Yusuf Baturay       |

## Palmarès

### Competizioni nazionali
- TFF 2. Lig: 2

2011-2012 (gruppo bianco), 2022-2023
- TFF 3. Lig: 3

1976-1977, 1988-1989, 1994-1995